# Delvon Johnson
Delvon Johnson (Chicago, 20 luglio 1989) è un cestista statunitense.

## Palmarès
- Coppa di Slovacchia: 1

Prievidza: 2020